# 猬虾下目
蝟蝦下目（學名：Stenopodidea）也称猥虾下目，是十足目下的一個小下目。該下目的蝦常被與真蝦下目或枝鳃亚目混淆，但實際上這一類蝦更接近爬行亞目（例如龍蝦和螃蟹）。其擴大的第三步足是典型特徵。
現該科下有3科12屬71種現存物種。 其最早的化石記錄屬於Devonostenopus pennsylvaniensis，可追溯到泥盆纪。

## 下属分类
本下目包括以下科：
- 巨顎蝦科（英语：Macromaxillocaris） Macromaxillocarididae Alvarez, Iliffe & Villalobos, 2006
- 儷蝦科 Spongicolidae Schram, 1986
- 蝟蝦科或猥虾科 Stenopodidae Claus, 1872